# Thiodia sulphurana
Thiodia sulphurana is een vlinder uit de familie bladrollers (Tortricidae). De wetenschappelijke naam is voor het eerst geldig gepubliceerd in 1888 door Christoph.
De soort komt voor in Europa.